# 浜口文幸
浜口 文幸（はまぐち ふみゆき）は、日本の映像ディレクター。日本映画学校講師。

## 主な作品

### 映画
- 『二人が喋ってる。』（プロデューサー・1997年）
- 『浮世物語』（撮影照明・2001年）
- 『ダライ・ラマの般若心経』（編集・2005年）
- 『愛のモルヒネ』（寒水映房製作・2004年）
- 『ブリュレ』（ポストプロダクション・2008年）
- 『花と兵隊』（編集協力・2009年）
- 『アヒルの子』（2010年）
- 『カリーナの林檎～チェルノブイリの森～』（録音・2011年）